# Choke (film, 2008)
Pour plus de détails, voir Fiche technique et Distribution.
Choke est un film américain sorti en 2009, adapté du roman éponyme de Chuck Palahniuk, et réalisé par Clark Gregg.

## Synopsis
Cherchant de quoi payer la clinique privée où sa mère est hospitalisée en psychiatrie, Victor monte une redoutable escroquerie. Alors qu'il dîne dans les meilleurs restaurants, il fait semblant de s'étouffer et s'arrange pour que de bons Samaritains viennent à son secours : ces derniers se prennent alors d'affection pour lui et finissent par le couvrir de chèques. Son boulot est tout aussi surprenant puisqu'il endosse le costume d'un domestique irlandais du XVIIIe siècle dans un parc d'attractions historiques. Et lorsqu'il n'est pas en train de jouer les pèlerins, de s'étouffer en mangeant - ou encore de rendre visite à sa mère qui ne le reconnaît plus -, il participe à des thérapies de groupe pour obsédés sexuels.
Pas étonnant que Victor se sente largué. Mais quand sa mère, dont l'état de santé se détériore, laisse entendre qu'elle est prête à lui révéler l'identité du père qu'il n'a jamais connu, Victor espère obtenir enfin les réponses aux questions qu'il se pose depuis si longtemps. Grâce à la complicité de son copain Denny, tout aussi obsédé sexuel que lui, il se lie d'amitié avec le ravissant médecin de sa mère : en discutant avec elle, Victor finit par croire qu'il a peut-être des origines célestes...
Du coup, est-il vraiment un bon à rien pathétique ou une sorte de Messie venu sur Terre pour sauver l'humanité ?

## Fiche technique
- Titre : Choke
- Réalisation : Clark Gregg
- Scénario : Clark Gregg, d'après le roman de Chuck Palahniuk
- Photographie : Tim Orr
- Montage : Joe Klotz
- Musique : Nathan Larson
- Décors : Roshelle Berliner
- Producteur : Johnathan Dorfman
- Sociétés de production : Temple Fennell, Beau Flynn, Tripp Vinson
- Société de distribution : 20th Century Fox
- Pays d'origine :  États-Unis
- Langue : anglais
- Format : Couleur - Format d'image : 1.66
- Genre : Comédie noire
- Dates de sortie : 
  -  États-Unis : 21 janvier 2008 (présentation au Festival de Sundance), 26 septembre 2008 (sortie limitée)
  -  France : 21 janvier 2009

## Distribution
Légende : Version Québécoise = VQ
- Sam Rockwell (VQ : Gilbert Lachance) : Victor Mancini
- Anjelica Huston (VQ : Anne Caron) : Ida J. Mancini
- Kelly Macdonald (VQ : Viviane Pacal) : Paige Marshall
- Brad William Henke (VQ : Thiéry Dubé) : Denny
- Jonah Bobo : Victor, jeune
- Heather Burns : Gwen
- Paz de la Huerta : Nico
- Clark Gregg (VQ : Yves Soutière) : Lord High Charlie
- Joel Grey : Phil
- Viola Harris : Eva Muller
- Gillian Jacobs : Cherry Daiquiri / Beth
- Matt Malloy : Détective Foushee
- Bijou Phillips : Ursula
- Isiah Whitlock Jr. : Détective Palmer
- Teodorina Bello : Femme jamaïcaine